# Tatobotys depalpalis
Tatobotys depalpalis là một loài bướm đêm trong họ Crambidae.